# Billy Sherwood
William "Billy" Wyman Sherwood (Las Vegas, Nevada, 1965. március 14. –) amerikai zenész, producer és mérnök.

## Biográfia

### Család
Sherwood egy zeneszerető családban nőtt fel: apja, Bobby egy nagyzenekar vezetője volt, míg anyja, Phillys énekes és dobos volt. Testvére, Michael énekes-billentyűs lett. Keresztapja a híres Milton Berle.

## Diszkográfia

### Szóló albumok
- The Big Peace (1999)
- No Comment (2003)

### Conspiracy
- Conspiracy (2000)
- The Unkown (2003)

### Circa
- EP (2007)
- Circa: 2007 (2007)

### Tribute-albumok producerként
- Paul Rodgers: Muddy Water Blues (1993)
- Various artists: Crossfire—A Salute to Stevie Ray (1996)
- Various artists: Dragon Attack—A Tribute to QUEEN (1997)
- Various artists: Thunderbolt—A Tribute to AC/DC (1997)
- Various artists: Pigs & Pyramids—An All Star Lineup Performing the Songs of Pink Floyd 2002)
- Todd Rundgren: Todd Rundgren and His Friends (2002)
- Various artists: Back Against the Wall (2005)
- Various artists: Return to the Dark Side of the Moon (2006)

### Yes
- Union (1991)
- Keys to Ascension (1996)
- Keys to Ascension 2 (1997)
- Open Your Eyes (1997)
- The Ladder (1999)
- House of Yes: Live from House of Blues (2000)
- In a Word: Yes (2002)
- The Ultimate Yes (2003)

### World Trade
- World Trade (1989)
- Euphoria (1995)
- Various artists: Tales from Yesterday (1995)
- Various artists: Supper's Ready (1995)
- Various artists: The Moon Revisited (1995)

### Egyéb szereplések
- Lodgic: Nomadic Sands (1985)
- Toto: Kingdom of Desire (1992)
- Air Supply: The Vanishing Race (1993)
- Various artists: Supper's Ready (1995)
- Various artists: The Moon Revisited (1995)
- Various artists: Tales from Yesterday (1995)
- Air Supply: News from Nowhere (1995)
- The Key: The World is Watching (1997)
- Treason: Treason (1997)
- Michael Sherwood: Tangletown (1998)
- Various artists: Bat Head Soup—A Tribute to Ozzy Osbourne
- Jack Russell: For You (2002)
- Ignition: Ignition (2003)
- Asia: Silent Nation 2004
- John 5: Vertigo

### Egyéb albumok producerként
- Flambookey: Flambookey
- Various artists: Humanary Stew: A Tribute to Alice Cooper (1999)
- Quiet Riot: Alive & Well (2002)